# Fornich
Fornich war ein Fischerdorf am Rhein und lag zwischen den Dörfern Namedy und Brohl. Es gehörte zu dem Andernacher Stadtteil Namedy. Im Jahr 1797 hatte Fornich außer einer Kapelle noch sechs Wohnhäuser mit 29 Einwohnern. Bereits 1858 musste es teilweise dem Bau der linken Rheinstrecke weichen. Am 22. Februar 1945 wurde die Dreifaltigkeitskapelle (erbaut 1369, nach einem Brand im 17. Jahrhundert wieder aufgebaut) bei einem Bombenangriff zerstört und 1953 abgetragen. Mit dem Ausbau der Bundesstraße 9 wurden bis 1965 die restlichen Bewohner umgesiedelt und das Dorf abgerissen. 1978 wurde das Ortsschild mit dem Namen Fornich entfernt. Heute sind nur noch ein Haus und ein Bildstock erhalten. Zu Fornich zugehörig gilt auch die Alkburg, ein kleines Anwesen im Wald, dessen Vorgängerbau burgähnlich erbaut wurde.
Der Pilgerweg Eifel-Camino beginnt in Fornich.
Fornich liegt am Vulkan Hohe Buche, der ebenfalls unter dem Namen Fornicher Kopf bekannt ist.